# Ablabesmyia idei
Ablabesmyia idei är en tvåvingeart som först beskrevs av Walley 1925.  Ablabesmyia idei ingår i släktet Ablabesmyia och familjen fjädermyggor.
Artens utbredningsområde är Ontario. Inga underarter finns listade i Catalogue of Life.